# ズヴェニゴロド公 (ズヴェヌィーホロド)
ズヴェニゴロド公（ウクライナ語: князь Звенигородський）とは、11世紀から13世紀にかけてウクライナ西部に存在したズヴェニゴロド公国の君主の称号である（「公」は「クニャージ」からの訳出による）。公・公国の名は、その中心都市だったズヴェニゴロド（ズヴェヌィーホロド）による。

## ズヴェニゴロド公の一覧
- ヴォロダリ・ロスチスラヴィチ  -  在位：1086年頃 - 1092年[1]
- ロスチスラフ・ヴォロダレヴィチ - 在位：1092年 - 1124年
- ウラジーミル・ヴォロダレヴィチ - 在位：1124年 - 1128年[1]
- イヴァン・ロスチスラヴィチ - 在位：1128年[1] / 1134年以前 - 1144年 / 1146年[1]

- ロマン・イゴレヴィチ - 在位：1206年 - 1207年[2]、1210年 - 1211年[2]